# Chortinaspis cottami
Chortinaspis cottami är en insektsart som beskrevs av Mcdaniel 1968. Chortinaspis cottami ingår i släktet Chortinaspis och familjen pansarsköldlöss. Inga underarter finns listade i Catalogue of Life.